# Ouarzazate
Ouarzazate (àrab: ورزازات, Warzāzāt; amazic estàndard marroquí: ⵡⴰⵔⵣⴰⵣⴰⵜ, Warzazat), també conegut com la Porta del Desert, és un municipi de la província de Ouarzazate, de la regió de Drâa-Tafilalet, al Marroc. Segons el cens de 2014 tenia una població total de 71.067 persones. És un lloc molt freqüentat pel turisme per la seva proximitat a l'Atles i a la vall del riu Draa.

## Toponímia
El seu nom ve d'una frase amaziga que significa ‘sense soroll' o ‘sense confusió’. Quant a Taourit, que és el nom de la seva alcassaba, fa referència en l'amazic local al fet que s'eleva sobre un monticle.

## Història
En temps passats, Ouarzazate va ser un petit punt de travessia per als comerciants africans que intentaven arribar a ciutats del nord del Marroc i Europa. Durant el període colonial francès va créixer de forma considerable com a ciutat de proveïment, i fou a més un centre administratiu i duaner. Va ser la kasbah de l'antic caïd i l'última propietat de Thami El Glaoui. El canó de campanya Krupp que va assegurar el poder de Glaui actualment es mostra fora de la kasbah.
En l'àmbit militar, a partir de 1928 la ciutat va ser base de l'aviació contra la famosa tribu Aït Atta que va combatre feroçment contra les tropes franceses a càrrec de Henri de Bournazel, (anomenat també «l'home de la capa vermella», que va morir al Marroc el 1933) fins a 1934, quan el cap rebel Assou Oubasslam es va rendir davant els francesos per evitar la massacre de la població replegada a les muntanyes.
L'any 1942, el general francès Charles Nogues i el llavors general de divisió nord-americà George Patton van visitar Ouarzazate.

## Estudis cinematogràfics
A la localitat hi ha els estudis cinematogràfics més importants del Marroc, anomenats Atlas Studios, on treballen productores internacionals de renom. Gran nombre de pel·lícules, moltes d'elles relacionades amb la història, van ser rodades a Ouarzazate i els seus voltants (com per exemple Astèrix i Cleòpatra, Lawrence d'Aràbia, (1962), La guerra de les galàxies (1977), 007: Alta tensió (1987), L'última temptació de Crist (1988), The Mummy (1999), Gladiator (2000), El regne del cel (2005), Kundun (1997), Despertar del diable (2006), Legionnaire (1998)... Aquests estudis són els que ocupen major extensió al món i es troben a uns 5 km a l'oest de la ciutat d'Ouarzazate. A més de la seva funció cinematogràfica, suposen un gran atractiu turístic. Es recorren en visites guiades.
Aprofitant l'existència d'aquests estudis cinematogràfics, l'espectacularitat del seu paisatge i de les seves edificacions, Ouarzazate és l'escenari de diversos esdeveniments relacionats amb el món del cinema i amb altres manifestacions culturals.

## Una altra indústria rellevant
En setembre de 2012 les empreses espanyoles Acciona, Sener i TSK han resultat adjudicatàries de la construcció d'una gran planta d'energia termosolar que produirà 160 MW. La suma de la licitació ascendeix a 700 milions d'euros.

## Galeria

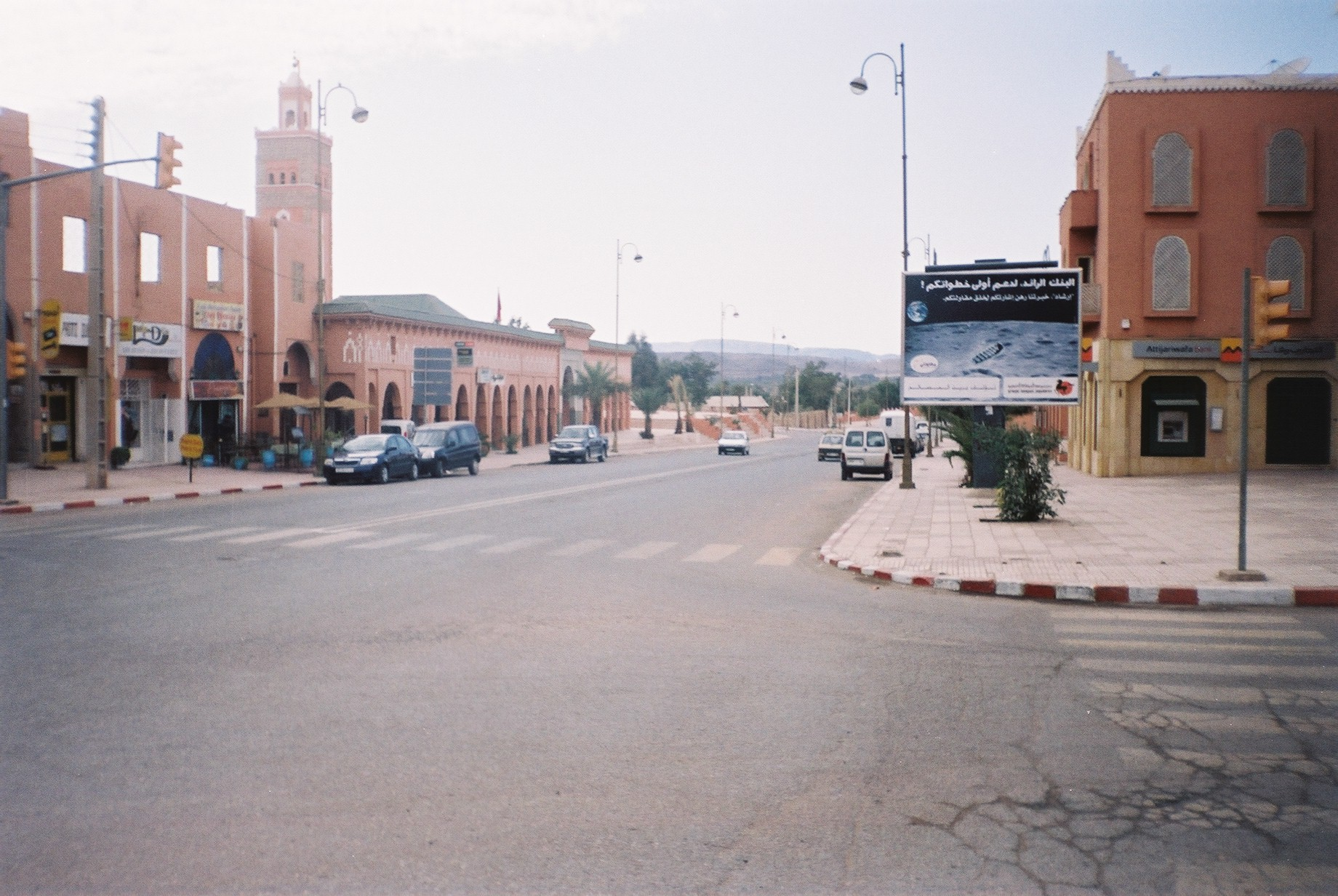
Carrer d'Ouarzazate
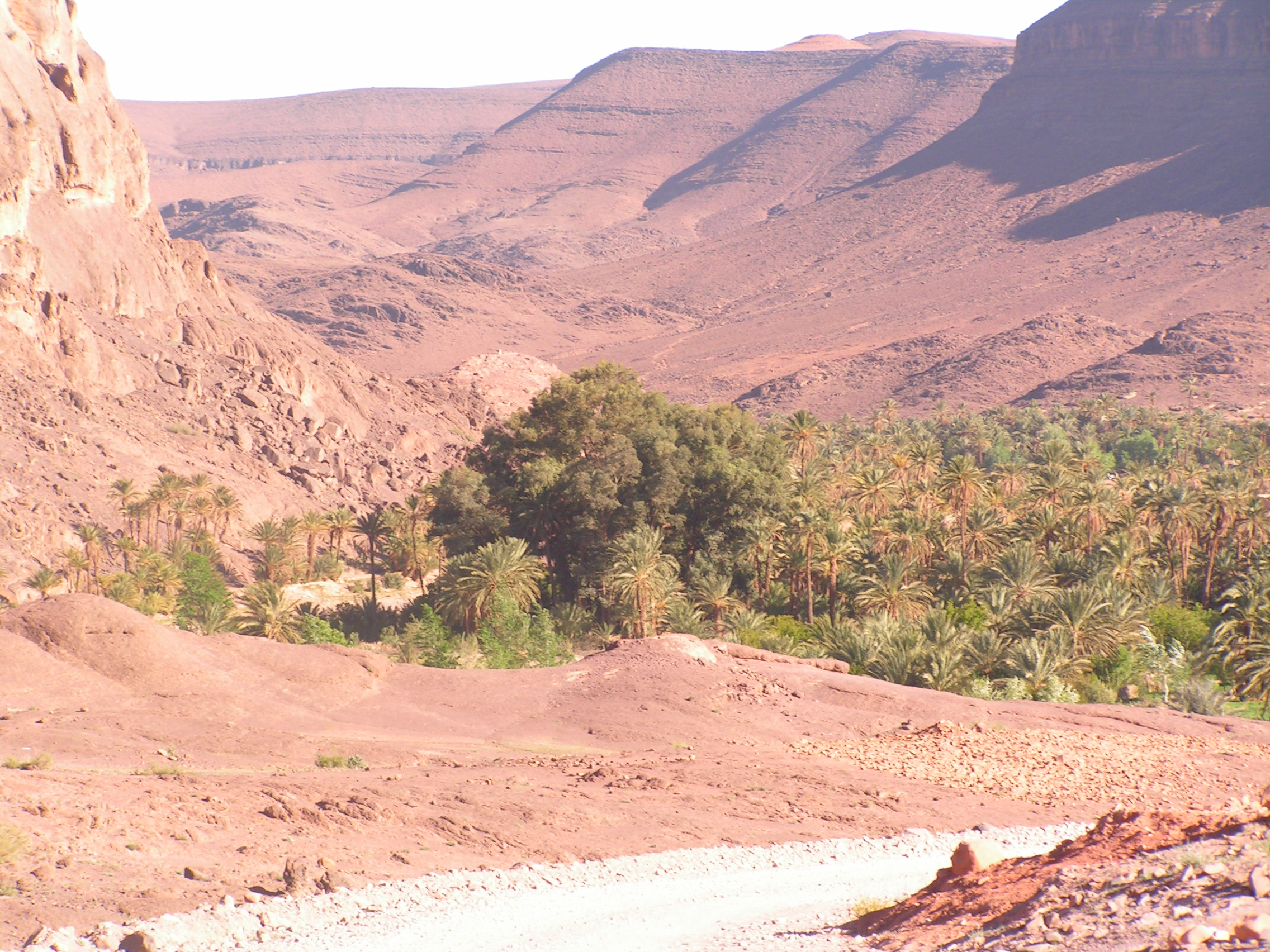
Oasi de Fint
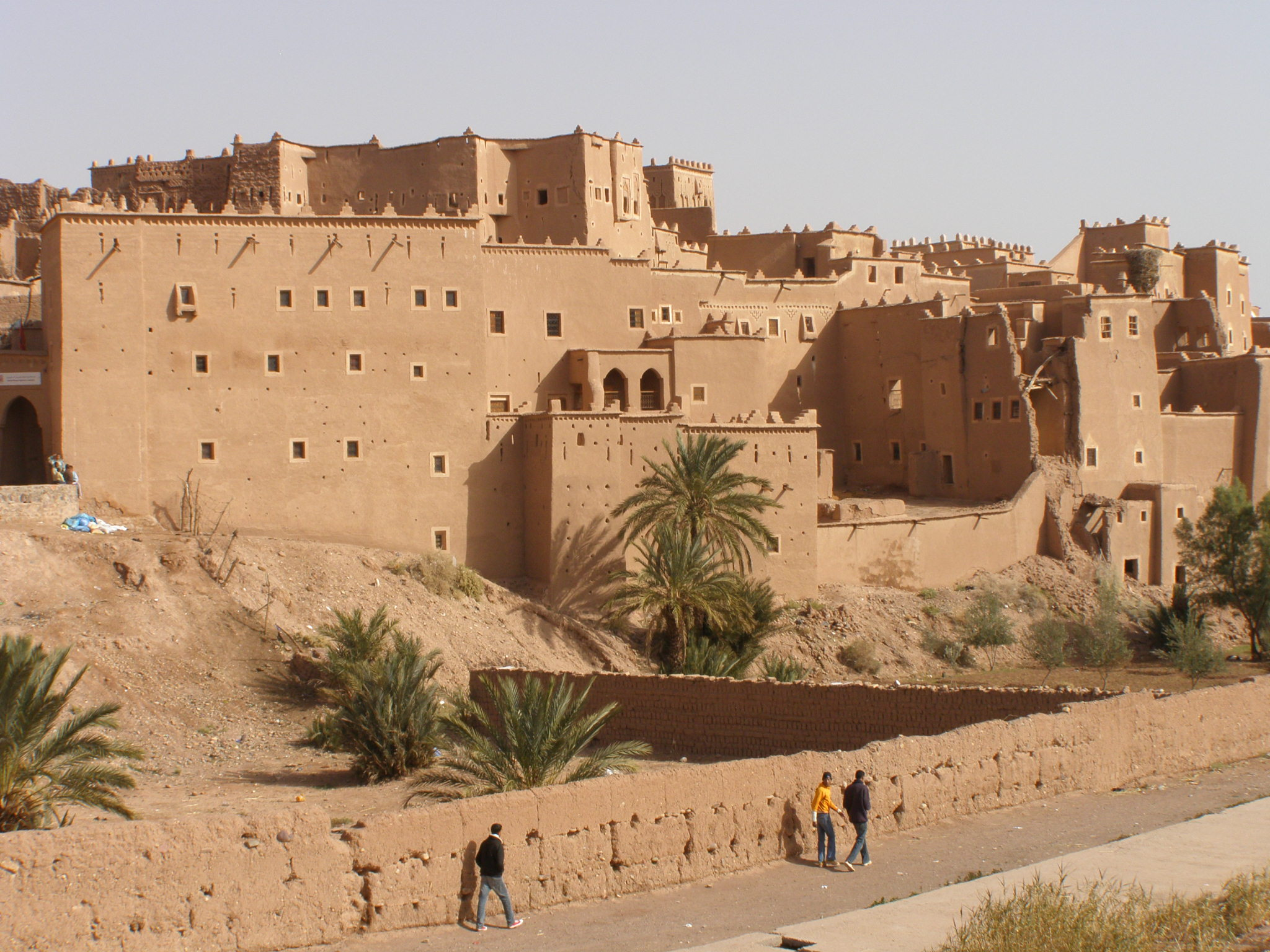
Medina d'Ouarzazate
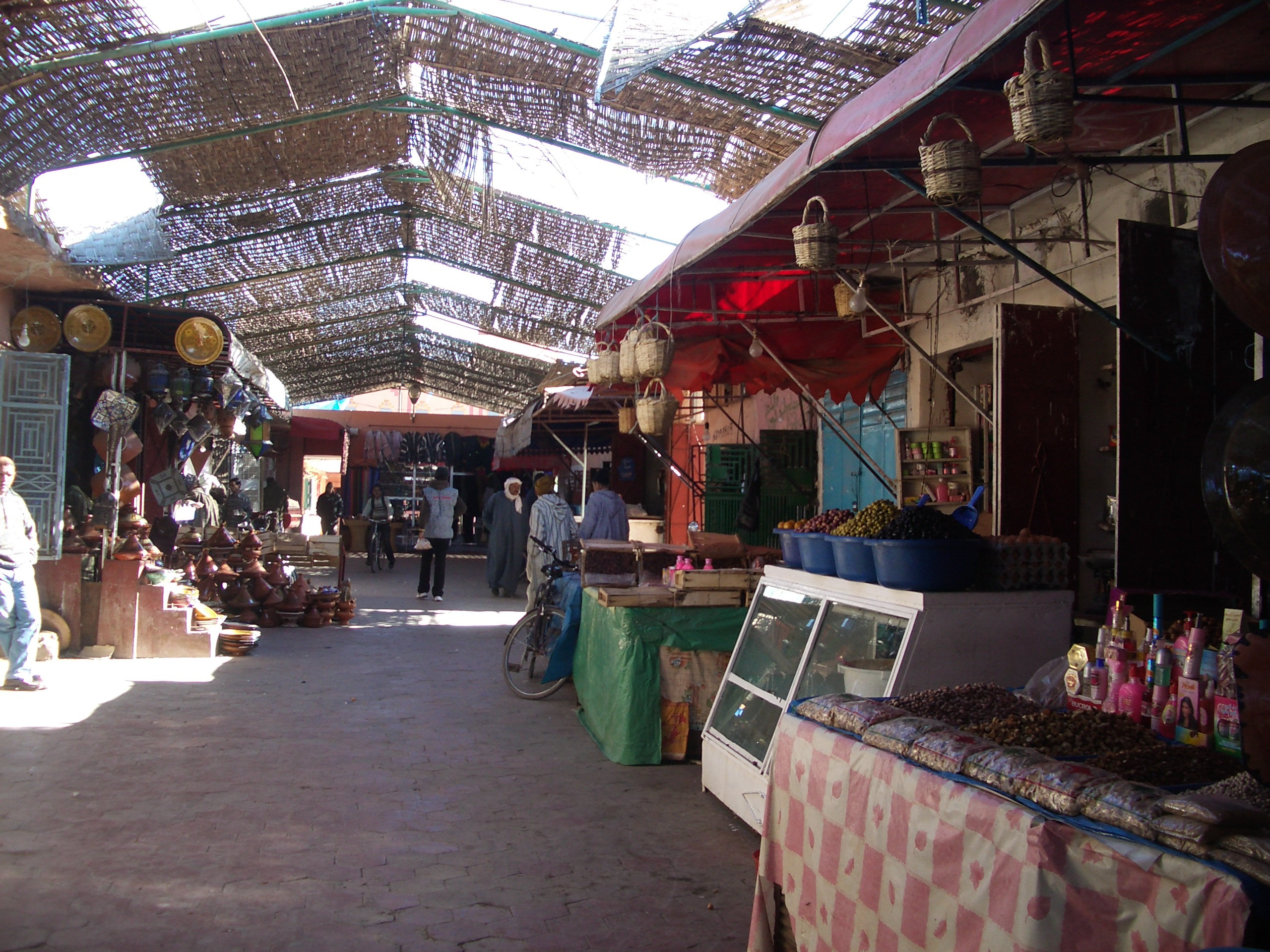
Soc d'Ouarzazate

## Agermanaments
- Bedarius
- Maubeuge